# Lambada
La lambada es un ritmo creado en Brasil a partir de varias influencias culturales y un baile surgido en Pará, Brasil en la década de 1980. Tiene como base el carimbó y la guitarrada, el forró e influencias de la cumbia y el merengue.
El término lambada proviene de una palabra portuguesa usada en Brasil que describe el movimiento de un látigo. Este movimiento ondulatorio y suelto es imitado por los cuerpos de los bailarines. La ambigüedad oscura de esta figura, es una de las cosas que distingue a la lambada de otros bailes.
La lambada adquirió fama mundial en 1989 con la versión "Chorando se foi" del grupo musical Kaoma titulado también "Lambada"; éste fue un plagio de la canción original de "Llorando se fue" (1981) del grupo boliviano Los Kjarkas. Kaoma plagió la autoría de la composición a Los Kjarkas, dotándola no obstante de un estilo diferente. Los Kjarkas demandaron y ganaron al demostrar el plagio de su canción.

## Orígenes

### Carimbó
Desde el momento en que Brasil fue colonizado por los portugueses (alrededor de 1500) existía un baile común en el norte del país llamado carimbó. Se trataba de un baile sensual con el que las mujeres, provistas de una falda corta, intentaban atraer a los hombres. La música se producía generalmente al ritmo de los tambores fabricados con troncos de madera de roble.

### Lambada
Después de un tiempo, una cadena de radio local de Belém (ciudad capital de Pará) comenzó a llamar a estos nuevos tipos de música como "el fuerte ritmo" y "los ritmos de lambada" (lambada significa "golpe fuerte", en portugués). Este último nombre "lambada" ganó un fuerte atractivo y comenzó a ser asociado como un nuevo estilo del baile antiguo.
La lambada mundial goza de una etimología oscura. Los movimientos de "ola" se produce entre el baile de dos cuerpos frente a frente, y es uno de los muchos elementos que distinguen la Lambada de otros bailes latinos.

### La música de la lambada
Aurino Quirino Gonçalves, más conocido como Pinduca, es un músico brasileño. Es un cantante muy conocido en el norte de Brasil (zonas de Amapá y Pará), donde es muy común la creencia de que él es el verdadero padre de la música de la lambada.
Pinduca es un músico y compositor principalmente de carimbó. Es cantante y compositor de "El Rey del Carimbó", y creó ritmos tales como el sirimbó, el lári-lári, la lambada y el lamgode. Lanzó, en 1976, una canción llamada Lambada (Sambão), pista número 6 del LP No embalo de carimbó y sirimbó vol. 5. Fue la primera grabación de una canción bajo el título de Lambada en la historia de la música popular brasileña.
También hay una versión del guitarrista y compositor Master Vieira, el inventor de la guitarrada, también considerado el creador de la música de la lambada. Su primer disco oficial, Lambada de Quebradas, se grabó en 1976, pero se lanzó oficialmente dos años después, en 1978.
En la década de 1980, la fusión entre la música metálica y electrónica del Caribe creó otra vez un nuevo estilo del carimbó. Este nuevo estilo comenzó a reproducirse en todo el noreste de Brasil, aunque se llamó lambada.

## Popularidad internacional

### Kaoma
En 1988, un empresario francés, Olivier Lamotte d'Incamps, visitó Porto Seguro y descubrió locales de baile que mezclaban la lambada con otro tipo de melodías. Promovió una gira europea con Kaoma, una banda formada por un grupo de baile de Porto Seguro, Touré Kunda. Lamotte d'Incamps posee los derechos musicales de más de 300 canciones de lambada.
Kaoma se hizo conocido por su tema "Chorando se foi", basado en la canción "Llorando se fue", del grupo boliviano Los Kjarkas. Uno de los integrantes de la mencionada banda, Ulises Hermosa, demandó al grupo Kaoma, y recibió las reparaciones y demás previsiones legales concernientes a los perjuicios causados por la versión brasileña. "Llorando se fue" pertenece al género caporal de la música folclórica de Bolivia, aun así "Llorando se fue" en la actualidad no recibe los créditos que merece y los orígenes reales de La Lambada son conocidos por poca gente.

### La lambada en elsigloXXI
En el siglo XXI, este ritmo continúa sonando en algunos sitios brasileños. Cantantes como Alefone hacen canciones que mezclan la lambada con otro tipo de melodías, como la pista "Alexandre Surfistinha".[cita requerida] En 2006, los cantantes Wisin & Yandel usaron la melodía de este ritmo para crear la canción "Pam Pam". En 2011, Jennifer Lopez usó el tema "Llorando se fue" de los Kjarkas como base de su canción "On the Floor", generada a partir de un remix e interpretada al lado del cantante Pitbull; fue uno de los temas más escuchados de ese año. También, el cantante puertorriqueño Don Omar trasformó la versión original boliviana de la misma canción, y creó el tema "Taboo".

### Mzouk
El Mzouk es un baile creado en Palma de Mallorca, derivado de la lambada brasileña e influido por la rumba flamenca y el zouk antillano. La técnica fue creada por Jefferson Costa do Oliveira, más conocido como Mestre Gege y difundida por todo el mundo por sus discípulos Leticia Estévez López y Daniel Estévez López hermanos y pareja de baile desde 1995, actualmente gracias a su equipo Spiral Dancers logran llevar este estilo de baile a diferentes puntos del mundo desde Nueva York a Finlandia.

## Películas
- Lambada (1990) (título original: Lambada: Set the Night on Fire)
- El baile prohibido (1990) (título original: Lambada: The Forbidden Dance)